# Pedro Nel Ospina
Pedro Nel Ignacio Tomás de Villanueva Ospina Vásquez (Bogotá, 18 de septiembre de 1858-Medellín, 1 de julio de 1927), fue un militar, político, educador, empresario, escritor, diplomático e ingeniero colombiano. Fue presidente de Colombia entre el 7 de agosto de 1922 y el 7 de agosto de 1926. Miembro del Partido Conservador Colombiano. 
Como empresario fue el encargado de administrar los negocios de su familia, siendo importante en el área de las exportaciones de café, así como también en el área de la extracción minera y la ganadería. Es así mismo reconocido como uno de los empresarios insignes de su región y del país.
Ocupó distintos cargos públicos a lo largo de su carrera (incluyendo ministro de defensa por su carrera militar) En su gobierno entre 1922 y 1926 se dio la primera bonanza cafetera del siglo, el ingreso de la indemnización por la pérdida de Panamá en 1903 por parte del gobierno de los Estados Unidos.  Con el dinero logrado inició la reestructuración de la economía colombiana con ayuda la Misión Kemmerer, culminada con la creación del Banco de la República, la Contraloría General, el Banco Agrario Hipotecario, financió el Ferrocarril del Pacífico y el puerto de Buenaventura. Pese a sus esfuerzos económicos, dejó al país en cifras rojas por el alto valor de la deuda externa.
Fue el primer Presidente ingeniero en la Historia de Colombia.
Era hijo de Mariano Ospina Rodríguez, presidente de Colombia entre 1858 y 1863. Fue cofundador junto a su hermano y socio Tulio Ospina de la Escuela Nacional de Minas, actual facultad de Minas de la Universidad Nacional de Colombia, de la que también fue profesor y rector. Uno de sus sobrinos fue presidente de Colombia a finales de los años cuarenta: Luis Mariano Ospina, hijo de su hermano Tulio.

## Biografía

### Inicios y exilio en Centroamérica
Pedro Nel Ospina nació en el Palacio de San Carlos, en Bogotá, el 18 de septiembre de 1858, en el seno de una prestigiosa familia de comerciantes y políticos colombianos. De hecho su padre, Mariano Ospina Rodríguez era Presidente de Colombia desde el 1° de abril, por eso Ospina fue dado a luz en el palacio presidencial.
Tras la derrota de su padre a manos de los liberales comandados por Tomás Cipriano de Mosquera en la guerra civil de 1861, el padre de Pedro Nel fue condenado a muerte, pero logró escapar con ayuda de su esposa en inmediaciones de Cartagena.
Por ese motivo la familia se vio obligada a exiliarse en distintos países de Centroamérica, en los cuales el expresidente fue recibido como un "héroe de la fe cristiana". Ospina se asentó en Guatemala -donde se les llamó Los Colombianos-, y la familia se hizo próspera con el comercio del café. Por su parte, Pedro Nel fue educado por los jesuitas en ese país.

### Regreso a Colombia y primeros pasos militares
La familia regresó a Medellín en 1871, y Pedro Nel ingresó a la Universidad de Antioquia, inicialmente para estudiar literatura y luego medicina por tres años, siendo rector el conservador Pedro Justo Berrío (amigo de su padre), pero se vio obligado a suspender sus estudios por la guerra civil de 1876.  
Ospina entonces tomó las armas en la defensa del conservatismo y marchó al Cauca como jefe de la compañía "El Vencedor". Participó en la célebre batalla de Los Chancos, luego en la de Garrapata y en la de El Arenillo. Posteriormente fue nombrado secretario del Estado Mayor del general Marceliano Vélez, entrando vencedor en Manizales y después en Antioquia. 
Terminada la guerra quedó un clima de hostigamiento partidista que lo hizo viajar en 1877 a Estados Unidos, en compañía de su hermano Tulio Ospina Vásquez, donde ambos se graduaron como ingenieros de minas de la Universidad de Berkeley, en California. Luego viajó por Europa para profundizar sus estudios y conocer el avance industrial; estuvo en las minas de plata de Freiberg, Alemania y en el École nationale supérieure de chimie de Paris.

### Sus empresas y nuevos conflictos

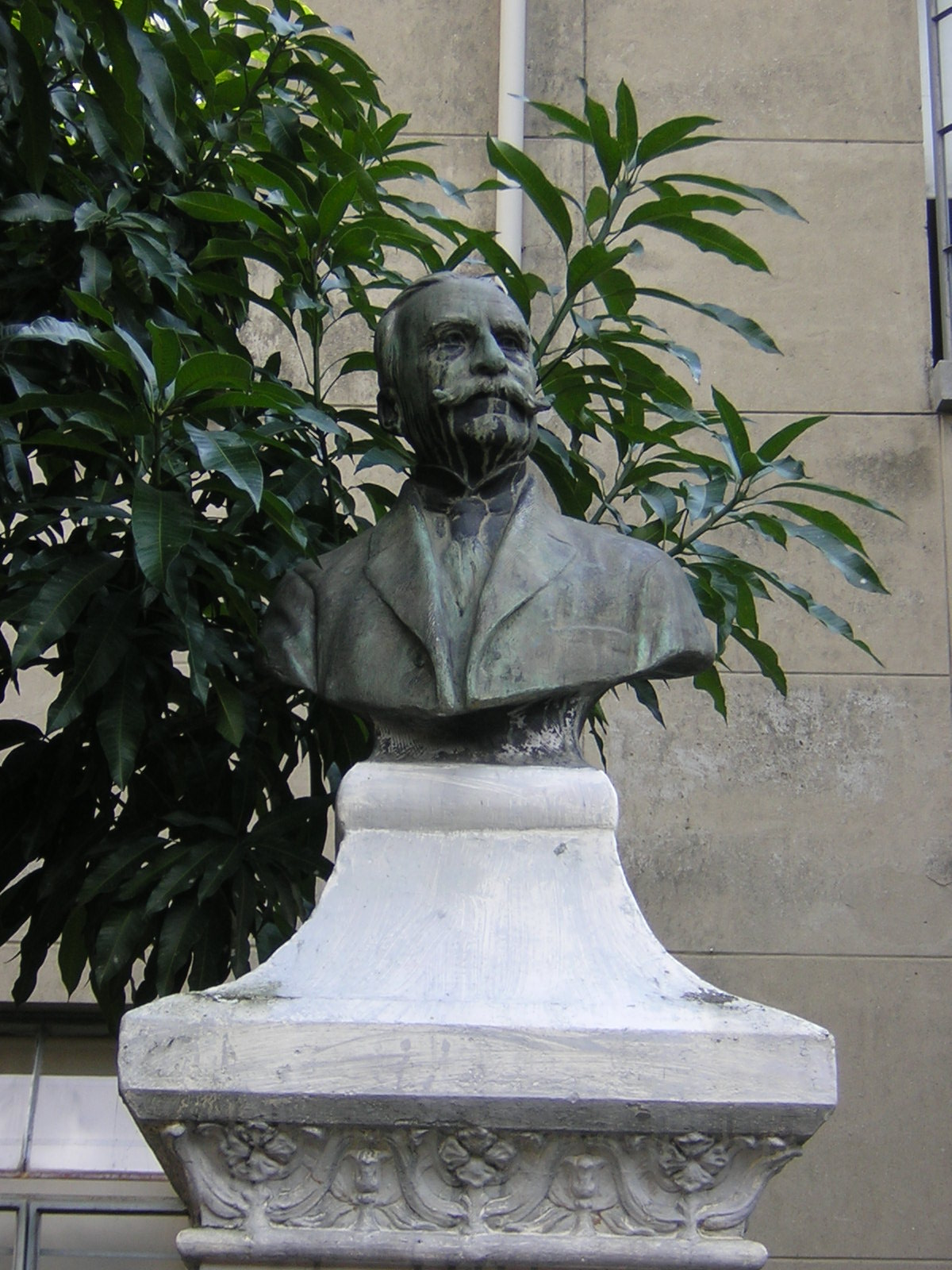
Tulio Ospina, su hermano y socio. Busto de la Universidad Nacional de Colombia

Ospina regresó nuevamente al país en 1882 para hacerse cargo junto a varios de sus hermanos (también ingenieros) de la Escuela de Minas, fundada con su hermano Tulio en Medellín. También fundó con su hermano la empresa Ospina Hermanos, cuando su padre falleció en 1885, trabajando en la producción de café en Colombia y países de Centroamérica como Guatemala, logrando exportaciones hacia París y Londres. Así mismo lograron inversiones en el alumbrado público de Bogotá y el ferrocarril de Antioquia (1887-1888).
Durante casi dos décadas estuvo dedicado a su labor académica, y a sus negocios particulares, hasta que se vinculó al ejército del Partido Conservador, partido fundado por su padre, para la guerra civil de 1885, defendiendo al presidente Rafael Núñez, el cual resultó victorioso de la contienda. Ospina apoyó al gobierno con armamento que él mismo obtuvo de Estados Unidos, a donde viajó.
Acabada la guerra se dedicó a la enseñanza del idioma inglés, y después ejerció la rectoría de la Escuela de Minas de Medellín. Por esos años adquirió tierras en el departamento de Córdoba y propuso tecnificar la ganadería como una opción rentable para la región, para tal motivo adquirió la hacienda Marta Magdalena, ubicada en la margen izquierda del río Sinú en la zona sur de Montería, dedicada a la cría y explotación del ganado Cebú introduciendo así la ganadería extensiva de esta raza bovina en esa región.
En 1890, Ospina se hizo con la gerencia de la compañía familiar, probando suerte en nuevos sectores como la dinamita para la minería y el calzado. También participó en la Compañía de Instalaciones Eléctricas de Medellín, la Compañía Antioqueña de Tejidos, y la Cervecería Antioqueña, la primera cervecera de Colombia.
Siendo congresista conservador, participó en la guerra civil de 1895, defendiendo el gobierno de Miguel Antonio Caro, y en la guerra de los Mil Días, en donde fue ascendido a general de la república y secretario del Estado Mayor del general Marceliano Vélez. Ospina se enfrentó con el general Rafael Uribe Uribe, a quien derrotó sin problemas por la falta de visión del liberal, pero tuvo que retirarse de la guerra por problemas de salud.

### Gobiernos conservadores
Una vez recuperado, ya bajo el gobierno de José Manuel Marroquín, Ospina se desempeñó como Ministro de Guerra, cargo que asumió en julio de 1901 y, que tuvo que abandonar en septiembre del mismo año al verse involucrado en una conspiración para restaurar en el poder al anciano expresidente Manuel Antonio Sanclemente, quien había sido derrocado por Marroquín, por lo cual, Ospina fue desterrado del país, huyendo a Estados Unidos.

#### Gobiernos de Restrepo a Holguín
Cuando se dieron las condiciones (fue amnistiado por el presidente Rafael Reyes Prieto) y tras el escandaloso desarrollo de la guerra de los Mil Días (incluyendo la pérdida de Panamá en 1903), Ospina regresó a Colombia. Fue elegido senador de Colombia entre 1903 y 1910. En 1909, fue miembro de la Asamblea Nacional Constituyente de 1910 que convocó el entonces presidente Reyes (viejo conocido suyo). 
Fuera del poder Reyes (quien se vio obligado a renunciar) y con la crisis entre el designado Jorge Holguín (sucesor de Reyes), y el exvicepresidente Ramón González (elegido por la Asamblea como reemplazo de Reyes), Ospina apoyó la candidatura del republicano Carlos Eugenio Restrepo en las elecciones de 1910, razón por la que éste lo nombró embajador en Estados Unidos, dando paso a la reapertura de las relaciones diplomáticas entre ambos países, que quedaron resentidas tras la pérdida de Panamá. También fue embajador en Bélgica y los Países Bajos.

### Gobernador de Antioquia
Ospina se desempeñó a su regreso de sus encargos diplomáticos como representante a la Cámara en 1913 por Antioquia. Luego, durante el gobierno de Marco Fidel Suárez, fue nombrado gobernador de Antioquia, asumiendo, curiosamente, el día de su cumpleaños número 60, el 18 de septiembre de 1918. Terminó su mandato el 12 de abril de 1920.
Bajo su mandato, el departamento sufrió un importante desarrollo gracias al mejoramiento de las vías férreas y el impulso de las actividades productivas, además de dar apoyo a la protección de la primera infancia del departamento y la reforma del sistema carcelario de Antioquia. Por otro lado, un aspecto que se le criticó fue que desestimó al Río Magdalena como medio de comunicación fluvial, y amplió su escuela de Minas. La experiencia le catapultó a la presidencia de Colombia, dos años después. 

### Candidatura presidencial
En las elecciones del 12 de febrero de 1922, Ospina se presentó como candidato único del conservatismo (que estaba dividido entre los oficialistas y los progresistas republicanos). Su rival fue el veterano de guerra, el militar Benjamín Herrera, quien fue la ficha liberal en las elecciones. Al final, Ospina se impuso con 409.131 votos contra 246.647 de su rival. Pese a la clara victoria, las elecciones estuvieron ensombrecidas por denuncias de presunto fraude electoral, dado que Herrera barrió con los resultados en Bogotá, pero a nivel provincial no pudo vencer a Ospina.  
Finalmente, los liberales se vieron obligados a reconocer la victoria, pero se negaron a participar en el gobierno de Ospina.  

## Presidencia de Colombia
Entre el 7 de agosto de 1922 y el 7 de agosto de 1926 sucediendo a Jorge Holguín.Durante su mandato bajo el lema "probidad y eficiencia" Colombia recibió la indemnización de Estados Unidos por la separación de Panamá, de 25 millones de dólares y la bonanza cafetera pasando a ser el segundo productor mundial después de Brasil. Las exportaciones anuales llegaron a representar el 80% de los ingresos por exportación en el país. Con estos recursos se impulsó la infraestructura nacional con la construcción del oleoducto Barrancabermeja-Cartagena en 1926, en 1923, inauguró la estación inalámbrica internacional de Morato; creó en 1924 el Banco Agrícola Hipotecario. 

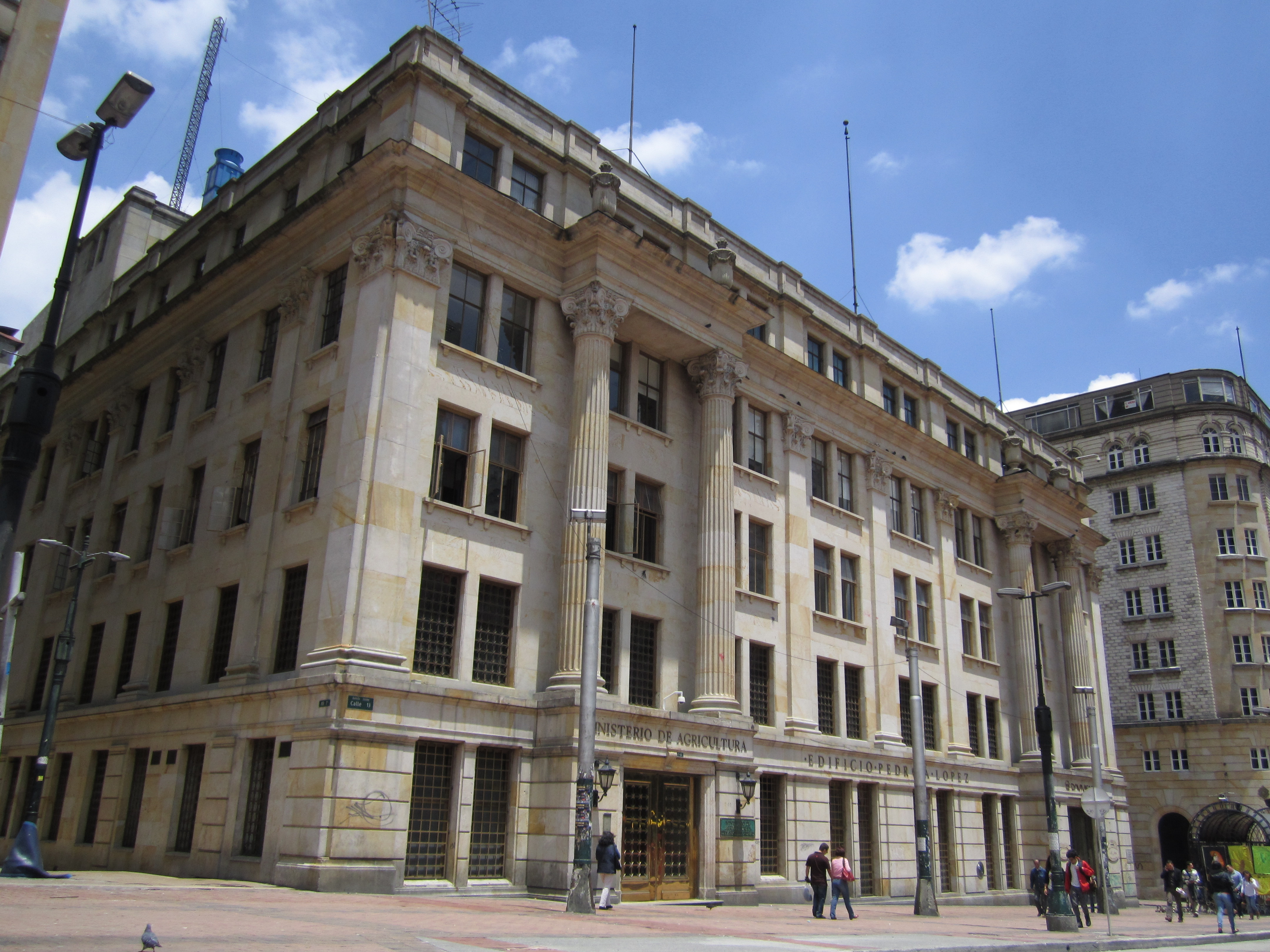
Sede del Banco de la República que el gobierno adquirió del Banco López.

Para 1923, se contrato a la Misión Kemmerer que luego de varias reuniones con empresarios y banqueros, la misión sugirió varias estrategias económicas que el gobierno convirtió en leyes de la república, como la creación en 1923 del Banco de la República, la Superintendencia Bancaria, la Contraloría General de la República, entre otras mejoras económicas.

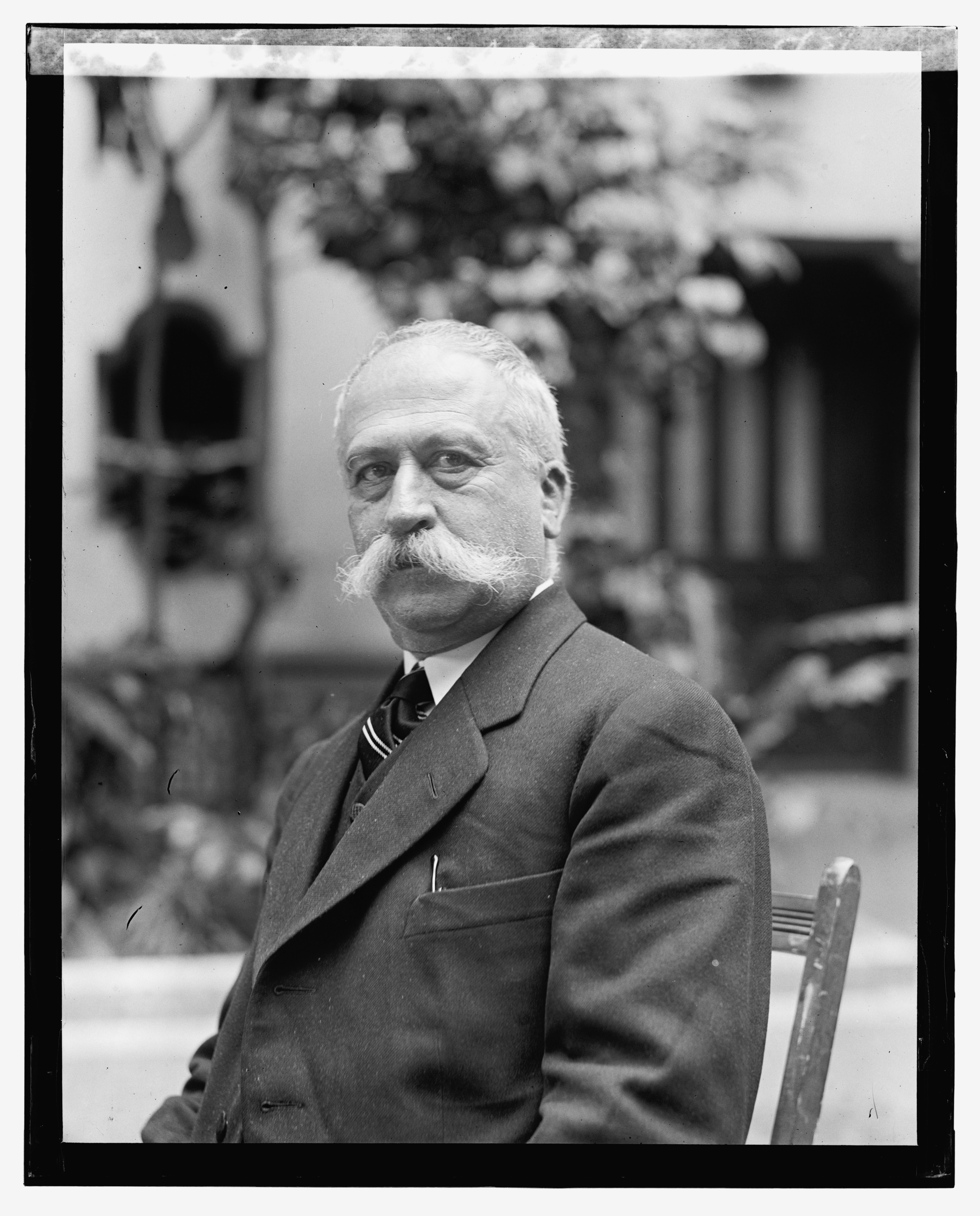
Retrato de Ospina, 1922.

También llegó a Colombia en 1924 la Segunda misión pedagógica alemana compuesta por los expertos Antón Etiel, Carl Deckers y Carl Glockner. La misión no fue apoyada por el Congreso, ya que las reformas implicaban quitarle al clero católico colombiano la influencia sobre la educación, pese a que Ospina era sumamente católico.
Fue el primer presidente del mundo que empleó el avión para misiones oficiales, al viajar entre Puerto Berrío y Girardot.
Entre las controversias de su gobierno esta el descubrimiento de una red de falsificación de billetes colombianos en Alemania, con implicaciones de funcionarios del gobierno.La Contraloría General descubrió un desfalco en el Ministerio de Guerra que terminó con la destitución de varios funcionarios.Otros escándalos de corrupción fueron por motivo de las concesiones bananeras vendidas a la empresa estadounidense United Fruit Company, y la concesión petrolera Barco a la que se le quitaron sus derechos  de explotación en 1926. Sus ánimos de reforma e industrialización dejaron al país con una enorme deuda externa, y elevaron enormemente los niveles inflacionarios de la economía colombiana.

## Postpresidencia
Ospina dejó la presidencia en 1926, entregándole el poder a Miguel Abadía Méndez, para dedicarse a la ganadería en compañía de su familia. Sin embargo fue elegido diputado por Antioquia, pero solo pudo llegar a asistir a una de las reuniones, por sus quebrantos de salud.
Pedro Nel Ospina Vásquez falleció en Medellín, el 1 de julio de 1927, a los 68 años. Fue sepultado en la cripta familiar del Cementerio de San Pedro en Medellín, donde actualmente reposan sus restos.

## Vida privada

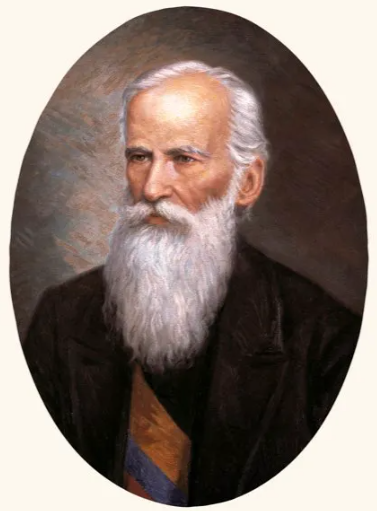
Su padre, Mariano Ospina.

### Familia
Pedro Nel era miembro de la prestigiosa familia Ospina, siendo el segundo de los tres presidentes de Colombia que tuvo la familia.
Ospina era uno de los muchos hijos del político Mariano Ospina Rodríguez, quien fue el segundo presidente de Colombia del Partido Conservador, que cofundó con el poeta José Eusebio Caro; de su tercer matrimonio con la hacendada Enriqueta Vásquez Jaramillo. Era hermano por es matrimonio de Tulio, Santiago, María y Mariano Ospina Vásquez. De los anteriores matrimonios de Mariano, Pedro Nel era hermanastro de Tulio, Tulia y Marcelina Ospina Barrientos; y de Santiago, María Josefa, Mercedes y Manuel Ospina Barrientos, hermana de su primera esposa.
De todos sus hermanos, el más cercano a él era Tulio Ospina Vásquez, importante estudioso que sobresalió en diversos campos del saber y con quien tuvo relaciones comerciales exitosas. Tulio fue padre del empresario Tulio Ospina Pérez, y de Mariano Ospina Pérez, quien ocupó la presidencia de la república entre 1946 y 1950, y que tuvo que enfrentar el Bogotazo.
Por otro lado, su hermano Mariano Ospina Vásquez fue militar, empresario y político, que se desempeñó como ministro de Guerra y ministro de Instrucción Pública durante el Gobierno de Carlos Eugenio Restrepo.

### Matrimonio y descendencia
Estuvo casado con su prima hermana Carolina Vásquez Uribe, con quien tuvo siete hijos: Eduardo, Pedro Nel, Elena, María Josefa, Luis, Santiago y Manuel Ospina Vásquez. 
Luis Ospina Vásquez fue un ilustre hombre de negocios, historiador, economista, escritor y político, citado con frecuencia como el padre de la historia económica colombiana moderna. Manuel Ospina Vásquez fue terrateniente y ganadero, presidiendo la Cámara de Representantes en 1962. Hijo de Manuel es el también político Juan Manuel Ospina Restrepo.

### Semblanza

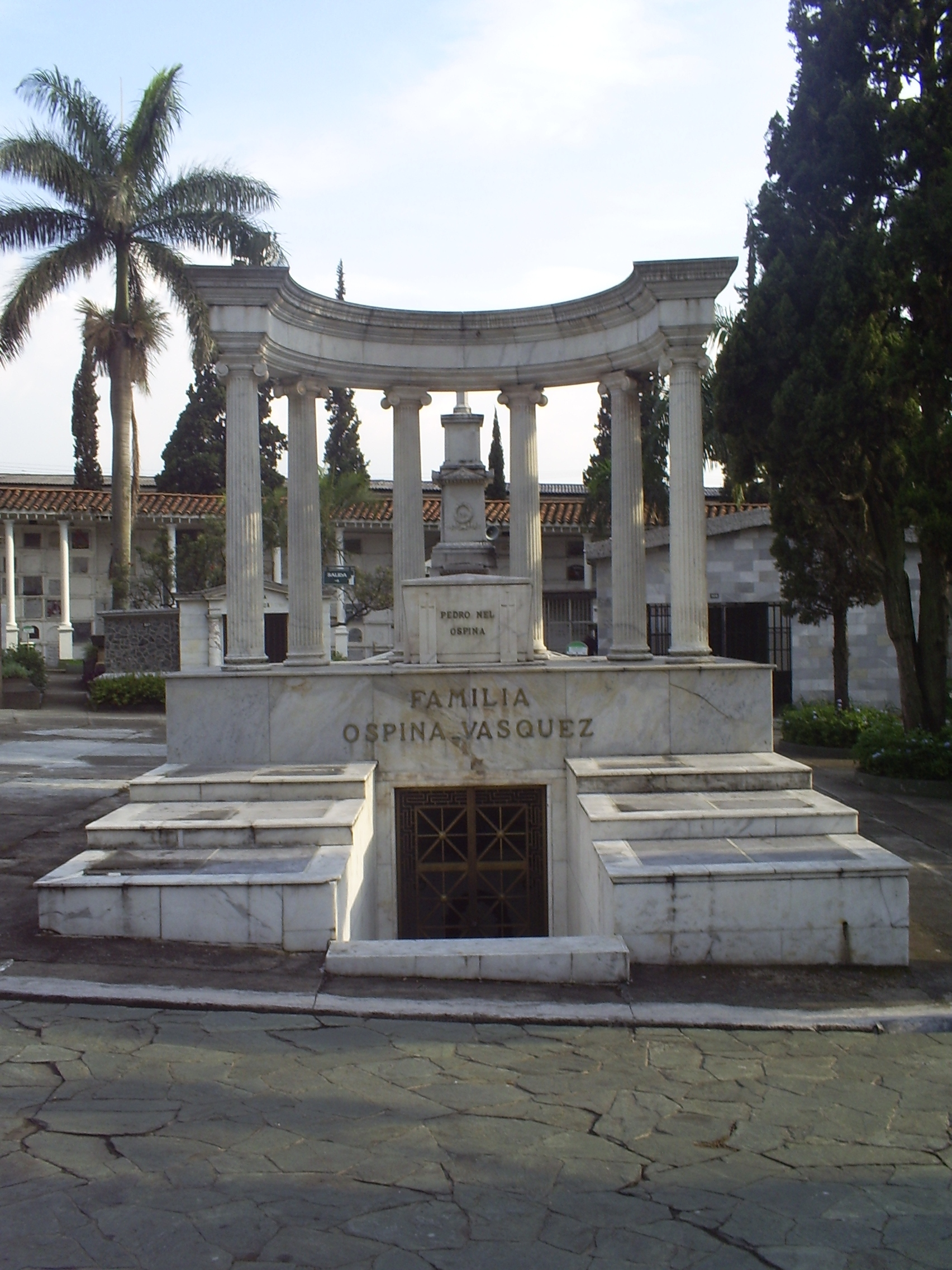
Mausoleo de la familia Ospina Vásquez.

Además de sus múltiples ocupaciones, de acuerdo con los expertos, Ospina también era crítico de literatura y de teatro. Pese a su aspecto físico severo (que en parte se daba por su enorme y fino bigote), Ospina era un hombre civilizado y de hecho se sabe que no era de comportamientos bárbaros durante las contiendas militares que enfrentó y que no era amigo de los juicios de vencedores respecto a los prisioneros liberales que capturaban sus tropas. También reprendía a sus hombres ante el menor asomo de barbarie.
Los antioqueños los llamaban cariñosamente Pedro Nel.

## Homenajes
Sus hijos, especialmente el afamado historiador Luis Ospina Vásquez, crearon la Fundación Antioqueña para los Estudios Sociales (FAES), con sede en Medellín; el principal propósito de la fundación es ayudar a que las familias en pobreza den estudio a sus hijos. Al tiempo fundó una institución educativa llamada Colegio Militar General Pedro Nel Ospina ubicado en el municipio de Chía, Cundinamarca.
Su tumba está ubicada en la cripta familiar del cementerio San Pedro. En éste cementerio también están los restos de su padre, y otros importantes políticos y hombres colombianos como Carlos Eugenio Restrepo, Francisco Antonio Zea y José María "Pepe" Sierra.
En Bogotá, junto a la estación de Transmilenio de la Calle 40, existe un monumento suyo en el barrio Santa Teresita de la localidad de Teusaquillo, y muy cerca a él está la casa donde vivió Jorge Eliecer Gaitán, hoy convertida en museo. La obra de bronce fundido, que fue encargada por el congreso colombiano en 1930, fue creada por el escultor italiano Amadeo Noris y se inauguró el 5 de abril de 1940.